# Brachythecium immersum
Brachythecium immersum är en bladmossart som beskrevs av Thériot 1936. Brachythecium immersum ingår i släktet gräsmossor, och familjen Brachytheciaceae. Inga underarter finns listade i Catalogue of Life.